# W41CA
W41CA（だぶりゅーよんいちしーえー）は、カシオ計算機およびカシオ日立モバイルコミュニケーションズ（現・日本電気）が日本国内向けに開発した、auブランドを展開するKDDIおよび沖縄セルラー電話の第3/3.5世代対応（CDMA 1X WIN）携帯電話である。

## 特徴
au LISTEN MOBILE SERVICE、EZ FeliCa、EZ・FM、赤外線通信といった新機能・新サービスに対応した（2006年当時の）ハイエンド端末だが、大幅な薄型化・軽量化を実現し、前機種W31CAと比べ厚さが28mmから22mmに、重量が143gから126gへと改良されている。また、キーの形状を波状のエッジを付けることで押し易さの向上を図っている。W21CA、W31CAの流れをくむ「ワイドQVGA液晶 + 回転2軸ヒンジ」という構造だが、薄型化のため設計は大幅に見直されている。カメラがW31CAでの320万画素CCDから、207万画素CMOSに変更されたのもそのためである。なお、本体色によって、キーのフォントと発光部分、発光色が異なる。
また、本機種は俗にペンギンケータイと呼ばれることがある。これは本機種の大きな特徴でもある、プリセットの待ち受け画面の一つ「アデリーペンギン」による。これは、画面を開くたびに、用意された40種類以上ものペンギンのアニメーションのうち、いずれかが表示されるものである。その中には、時間帯や電池残量に応じて出現するものも存在する。また、メニュー画面や、電話やEメールの送受信、メールの新着問い合わせ、EZweb接続、GPS測位、録音時、アラーム、着うたなどの再生、撮影画像の保存と、ありとあらゆる場面でこれらに合わせたペンギンのアニメーションが用意されている。このデザインは、カシオの携帯電話GUIの設計思想「Heart Craft」によるもの。このペンギンは「回転2軸ヒンジ構造の機種のみに住んでいる」という設定のため、W42CA、W43CAでは登場せず、後継機種のW51CAで再び登場する。

## 評判
本機種は2006年2月9日から2月11日にかけて発売された。その週から19週連続でauでの売上1位を獲得し、6月第4週に初登場のウォークマンケータイ W42Sに1週だけ1位を奪われた（2位）ものの、次週からは再び10週連続で売上1位を記録し、9月第1週までそれを維持し続けた。9月中も2位（第2週）、5位（第3週）、9位（第4週）と上位にランクインしていた。2006年で最も多く売れたau端末である。
| 集計期間   | 集計期間 | 1位   | 2位     |
| ---------- | -------- | ----- | ------- |
| 2006年 2月 | 第1週    | W32T  | W41S    |
| 2006年 2月 | 第2週    | W41CA | W32T    |
| 2006年 2月 | 第3週    | W41CA | W41H    |
| 2006年 2月 | 第4週    | W41CA | neon    |
| 2006年 3月 | 第1週    | W41CA | neon    |
| 2006年 3月 | 第2週    | W41CA | W41K    |
| 2006年 3月 | 第3週    | W41CA | W41K    |
| 2006年 3月 | 第4週    | W41CA | A5518SA |
| 2006年 4月 | 第1週    | W41CA | W41K    |
| 2006年 4月 | 第2週    | W41CA | W33SA   |
| 2006年 4月 | 第3週    | W41CA | A5518SA |
| 2006年 4月 | 第4週    | W41CA | A5517T  |
| 2006年 4月 | 第5週    | W41CA | A5518SA |
| 2006年 5月 | 第1週    | W41CA | A5517T  |
| 2006年 5月 | 第2週    | W41CA | A5517T  |
| 2006年 5月 | 第3週    | W41CA | A5517T  |
| 2006年 5月 | 第4週    | W41CA | A5517T  |

| 集計期間   | 集計期間 | 1位   | 2位    |
| ---------- | -------- | ----- | ------ |
| 2006年 6月 | 第1週    | W41CA | A5517T |
| 2006年 6月 | 第2週    | W41CA | A5517T |
| 2006年 6月 | 第3週    | W41CA | A5517T |
| 2006年 6月 | 第4週    | W42S  | W41CA  |
| 2006年 7月 | 第1週    | W41CA | W42S   |
| 2006年 7月 | 第2週    | W41CA | W42S   |
| 2006年 7月 | 第3週    | W41CA | W42S   |
| 2006年 7月 | 第4週    | W41CA | W44T   |
| 2006年 7月 | 第5週    | W41CA | W42S   |
| 2006年 8月 | 第1週    | W41CA | W43T   |
| 2006年 8月 | 第2週    | W41CA | W43T   |
| 2006年 8月 | 第3週    | W41CA | W42K   |
| 2006年 8月 | 第4週    | W41CA | W42K   |
| 2006年 9月 | 第1週    | W41CA | W42K   |
| 2006年 9月 | 第2週    | W42K  | W41CA  |
| 2006年 9月 | 第3週    | W43S  | W42K   |
| 2006年 9月 | 第4週    | W43S  | W42K   |

2017年にKDDIによって行われた『auおもいでケータイグランプリ』では、歴代713機種がエントリーする中で3位を獲得した。

## 沿革
- 2005年（平成17年）8月10日 特定無線設備の技術適合自己確認を取得。
- 2006年（平成18年）1月19日 KDDI、およびカシオ計算機から公式発表。
- 2006年2月9日 中国・四国地方で発売。
- 2006年2月10日 東北・関東・九州・沖縄地方で発売。
- 2006年2月11日 北海道・中部・北陸・関西地方で発売。
- 2006年3月8日 ペア機能や「au Music Port」に関する不具合が発表される。
- 2006年6月7日 ダウンロードしたコンテンツに関する不具合が発表される。
- 2012年（平成24年）7月22日  L800MHz（旧800MHz帯・CDMA Band-Class 3）帯によるサービスの停波によりそれ以降、当機種は利用不可となった。

## 対応サービス
- PCサイトビューアー
- PCドキュメントビューアー
- au LISTEN MOBILE SERVICE
- EZ「着うたフル」
- EZ「着うた」（ハイクオリティステレオ対応）
- EZアプリ (BREW)
- EZナビウォーク（声de入力）
- EZ助手席ナビ
- EZ FeliCa
- EZ・FM
- Hello Messenger
- 赤外線通信
- Eメールバックグラウンド受信
- SD-Audio(AAC)
- 安心ナビ
- ペア機能
- GLOBAL EXPERT

## 不具合
2006年3月8日に以下の不具合の修正がケータイアップデートにより行われた。
- ペア機能画面でペア相手のデータのスクロール表示中に別画面に移動した場合、省電力モードへと移行できなくなる。
- 「au Music Port」でCDから取り込んだ楽曲をminiSDカードに転送して再生した場合、音がこもって聞こえる。

2006年6月7日に以下の不具合の修正がケータイアップデートにより行われた。
- ダウンロードした「電子ブックコンテンツ」をminiSDに移動、または「au Music Port」にバックアップ後に、戻して再生すると、ページが再生できなくなるか、画像の一部が乱れる。
- ダウンロードした「EZムービー」をminiSDに移動、または、au Music Portにバックアップした場合、音声が出ないか、画像の一部が乱れる。
- ダウンロードした「EZ 着うた」をminiSDに移動、または、au Music Portにバックアップした場合、ノイズが入る。

2008年3月18日に以下の不具合の修正がケータイアップデートにより行われた。
- 長い入力文字列を漢字に変換、確定した後に発話キーで確定を取り消すと、電源が落ちる。